# Puchenii Mici, Prahova
Puchenii Mici este un sat în comuna Puchenii Mari din județul Prahova, Muntenia, România.
La sfârșitul secolului al XIX-lea, satul era reședința comunei Puchenii Mici, din care mai făcea parte și satul Odăile, acestea având împreună 641 de locuitori, o școală frecventată de 23 de elevi și o biserică ortodoxă. La începutul secolului următor, comuna a fost desființată și inclusă în comuna Puchenii Mari (denumită pe atunci Puchenii Crainici).